# 인터넷 (기업)
주식회사 인터넷(일본어: 株式会社インターネット 일본 오사카시에 본사를 둔 소프트웨어 회사이다. 주식회사 인터넷은 음악 시퀀서 싱어송라이터와 니코니코 동화를 위한 니코니코 무비 메이커로 잘 알려져 있다. 또한, 야마하가 개발한 보컬로이드 4 엔진을 사용하여 노래 합성 프로그램을 개발한다. 2014년에는 일본 음향 관련 소프트웨어 시장에서 14.0%의 점유율을 차지하며 2위를 기록하였다.

## 제품 및 서비스

### 음악 작곡
주식회사 인터넷은 2008년 7월 31일 첫 보컬로이드 2 노래 합성기 가쿠포이드를 시작으로 보컬로이드 개발을 시작하였으며, 가쿠포이드의 목소리는 일본의 국제 가수 GACKT가 제공하였다.
두 번째 제품인 Megpoid는 2009년 6월 25일에 출시되었으며, 목소리는 나카지마 메구미가 맡았다. 크립톤 퓨처 미디어의 Append 시리즈의 성공으로 인해, 주식회사 인터넷은 2011년에 Megpoid Extend라는 Megpoid의 업데이트된 버전을 작업할 것이라고 발표하였다.
야마하의 첫 보컬로이드인 릴리는 추후 인터넷 웹사이트를 통해 판매되었다. 주식회사 인터넷은 또한 일본의 인기 TV 캐릭터인 가챠핀의 목소리를 기반으로 한 가챠포이드를 출시했다. 가쿠포이드, 메구포이드 및 릴리는 또한 대만에서도 출시되었다.

### 보컬로이드 2
| 제품                      | 언어   | 성별 | 목소리 샘플링          | 출시일          |
| ------------------------- | ------ | ---- | ---------------------- | --------------- |
| 가쿠포이드: 카무이 가쿠포 | 일본어 | 남성 | GACKT                  | 2008년 7월 31일 |
| Megpoid: GUMI             | 일본어 | 여성 | 나카지마 메구미        | 2009년 6월 25일 |
| Lily                      | 일본어 | 여성 | 마스다 유리 (m.o.v.e.) | 2010년 8월 25일 |
| 가챠포이드: 류토          | 일본어 | 남성 | 아메미야 쿠니코        | 2010년 10월 8일 |

### 보컬로이드 3
| 제품              | 언어   | 성별 | 목소리 샘플링          | 출시일           |
| ----------------- | ------ | ---- | ---------------------- | ---------------- |
| V3 Megpoid        | 일본어 | 여성 | 나카지마 메구미        | 2011년 10월 21일 |
| CUL               | 일본어 | 여성 | 키타무라 에리          | 2011년 12월 22일 |
| V3 Megpoid Native | 일본어 | 여성 | 나카지마 메구미        | 2012년 3월 15일  |
| V3 Lily           | 일본어 | 여성 | 마스다 유리 (m.o.v.e.) | 2012년 4월 19일  |
| V3 Gackpoid       | 일본어 | 남성 | GACKT                  | 2012년 7월 13일  |
| Megpoid English   | 영어   | 여성 | 나카지마 메구미        | 2013년 2월 28일  |
| V3 Gachapoid      | 일본어 | 남성 | 아메미야 쿠니코        | 2014년 9월 18일  |
| 코코네            | 일본어 | 여성 | 알 수 없음             | 2014년 2월 14일  |
| 치카              | 일본어 | 여성 | 이토 치아키            | 2014년 10월 16일 |

### 보컬로이드 4
| 제품          | 언어   | 성별 | 목소리 샘플링   | 출시일          |
| ------------- | ------ | ---- | --------------- | --------------- |
| Gackpoid V4   | 일본어 | 남성 | GACKT           | 2015년 4월 30일 |
| Megpoid V4    | 일본어 | 여성 | 나카지마 메구미 | 2015년 11월 5일 |
| 오토마치 우나 | 일본어 | 여성 | 타나카 아이미   | 2016년 7월 30일 |

### 보컬로이드 6
| 제품                             | 언어   | 성별 | 목소리 샘플링                                               | 출시일           |
| -------------------------------- | ------ | ---- | ----------------------------------------------------------- | ---------------- |
| AI Megpoid                       | 일본어 | 여성 | 나카지마 메구미                                             | 2022년 10월 13일 |
| AI 오토마치 우나                 | 일본어 | 여성 | 타나카 아이미                                               | 2023년 6월 22일  |
| AI 히비키 코토                   | 일본어 | 여성 | 레온 타치바나                                               | 2024년 4월 18일  |
| AI Megpoid SOLID                 | 일본어 | 여성 | 나카지마 메구미                                             | 2024년 7월 4일   |
| galaco BLACK & WHITE             | 일본어 | 여성 | 시바사키 코우                                               | 2024년 8월 5일   |
| AI 츠이나짱                      | 일본어 | 여성 | 카도와키 마이                                               | 2024년 9월 30일  |
| ZOLA Project V6: YUU, KYO, & WIL | 일본어 | 남성 | 타카하시 미노루 (YUU) 미야자키 유 (KYO) 마우이 케이튼 (WIL) | 2025년 1월 20일  |
| AI 유즈키 유카리                 | 일본어 | 여성 | 이시구로 치히로                                             | 2025년 3월 13일  |
| 코토노하 아카네/아오이           | 일본어 | 여성 | 사카키바라 유이                                             | 2025년 4월 25일  |
| AI 키즈나 아카리                 | 일본어 | 여성 | 요네자와 마도카                                             | 2025년 6월 13일  |

### 신디사이저 V
| 제품             | 언어   | 성별 | 목소리 샘플링   | 출시일           |
| ---------------- | ------ | ---- | --------------- | ---------------- |
| AI Megpoid       | 일본어 | 여성 | 나카지마 메구미 | 2023년 12월 20일 |
| AI ROSA          | 일본어 | 여성 | 시라유키        | 2024년 6월 3일   |
| AI 히비키 코토   | 일본어 | 여성 | 레온 타치바나   | 2024년 10월 30일 |
| AI 오토마치 우나 | 일본어 | 여성 | 타나카 아이미   | 2024년 11월 27일 |

### 신디사이저 V 2
| 제품             | 언어   | 성별 | 목소리 샘플링   | 출시일          |
| ---------------- | ------ | ---- | --------------- | --------------- |
| AI 히비키 코토   | 일본어 | 여성 | 레온 타치바나   | 2025년 9월 12일 |
| AI 오토마치 우나 | 일본어 | 여성 | 타나카 아이미   | 2025년 9월 12일 |
| AI Megpoid       | 일본어 | 여성 | 나카지마 메구미 | 2025년 9월 12일 |